# Callorhinus gilmorei
Callorhinus gilmorei (лат.) — вид вымерших млекопитающих из парвотряда ластоногих отряда хищных, принадлежит семейству ушастых тюленей. Обитал в Японии и на западе Северной Америки в плиоцене и раннем плейстоцене .
Callorhinus gilmorei был похож на своего близкого родственника, современного северного морского котика. В основном он отличался более примитивными особенностями зубной системы, такими как щёчные зубы с двумя корнями.